# 蓮生寺 (八王子市)
蓮生寺（れんしょうじ）は、東京都八王子市にある曹洞宗の寺院。山号は由木山。本尊は毘盧舎那仏。

## 歴史
薬師堂の別当寺が天台宗として1182年に創建とされるが不明。1574年に中興、曹洞宗に改宗する。過去3回焼失している。近年では1994年に薬師堂が全焼している。

## 所在地
- 八王子市別所1-19-10

## アクセス
- 京王相模原線京王堀之内駅から京王・神奈中「堀01」・「堀02」系統、見附橋循環行きに乗り「蓮生寺」下車。徒歩5分